# Кришталеве місто
«Кришталеве місто» (англ. The Crystal City, 2003) — альтернативно-історичний / фентезійний роман американського письменника Орсона Скотта Карда. Це шоста книга в серії «Легенди Елвіна Макера» Карда про Елвіна Міллера, сьомого сина сьомого сина.

## Короткий зміст сюжету
Елвін і Артур живуть в пансіоні, де за дітьми змішаної крові опікуються тато Лось і мама Білка. Там Елвін використовує свій хист, щоб очистити колодязь від комарів і хвороб. Молода жінка, яку в народі називають Мертвою Марією, бачить, що він зробив, і просить його піти з нею та зцілити її матір, хвору на жовту гарячку. Оскільки Елвін зцілює її, жовта гарячка поширюється по всій Новіій Барселоні (Луїзіана) і запобігає загрозливій війні зі Сполученими Штатами через рабство. Коли ця хвороба поширюється, люди починають підозрювати тата Лося і маму Білку, оскільки Елвін зцілював усіх, кого міг, і це випромінювалося через місто. Потім до Елвіна звертається Ла Тія, африканка, яка хоче, щоб він допоміг усім рабам і переміщеним французам втекти з Нової Барселони. Елвін неохоче погоджується.
Брат Елвіна, Кельвін, на прохання дружини Елвіна, Маргарет, приходить на допомогу. Кельвін здіймає густий туман, і Елвін використовує його кров за допомогою магії, якої навчився у Червоного пророка Тенсква-Тава, щоб побудувати кришталевий міст через озеро Поншартрейн на північ. Артур допомагає Елвіну з мостом. Поки втікачі тікають на північ, вони дорогою беруть їжу та провізію з плантацій і звільняють рабів, яких знаходять. Елвін вирушає до Тенсква-Тави на інший бік Міззіппі, щоб попросити про безпечний прохід через землі червоношкірих, щоб вони могли втекти від армії, яка їх переслідує. Елвін і Тенсква-Тава влаштували шоу, стримавши річку Міззіппі, щоб дати можливість людям з Нуева Барселони перетнути її, а армія, що переслідує, не може нічого робити, крім як спостерігати. Келвін вирушає з Джимом Боуї та Стівом Остіном підкорювати Мексику. Маргарет відправляє Верілі Купера розшукати Ейба Лінкольна та отримати від нього допомогу, щоб зрозуміти, що робити з усіма втікачами, коли вони досягнуть території Шумної річки.
Елвін дізнається, що Тенсква-Тава співпрацює з Ла Тією, щоб створити виверження вулкана під Мексикою, яка стає все більш загрозливою. Елвін посилає Артура ініціювати виверження і попередити свого брата Келвіна, який ігнорує попередження, але йому все ж вдається врятуватися. Боуї та ще кілька людей вирушають разом з Артуром. Люди подорожують індіанськими землями, використовуючи зелену пісню, яка дозволяє їм рухатися швидше. Коли вони досягають території Галасливої річки, Лінкольн і Купер вирішують створити новий округ, щоб призначити власних суддів, які будуть протистояти закону про повернення рабів до їхніх господарів. Там Елвін починає будувати кришталеве місто, яке він бачив у видінні. Він розуміє, що не всі повинні мати навички творця, але люди можуть зробити свій внесок, вирубуючи дерева, копаючи фундамент тощо. Однак не все так добре. Приїжджають Келвін і Боуї і вирішують залишитися.